# Гуанахатабеи

Регион гуанахатабеев по отношению к группам таино и островных карибов

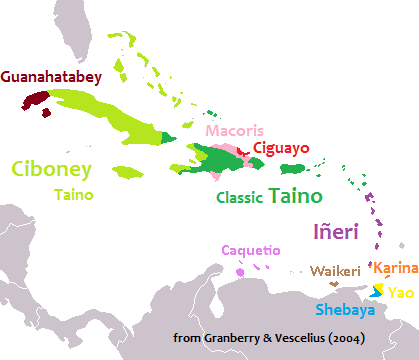
Языки Карибского региона в доколумбову эпоху (Грэнберри, Весселиус).

Гуанахатабей (Guanajatabey или Guanahatabey, множественное число — гуанахатабеи) — коренной народ западной Кубы, ещё существовавший во время первого контакта с европейцами. Археологические и исторические исследования показывают, что гуанахатабеи были архаичными охотниками-собирателями с языком и культурой, отличными от своих соседей, таино. Возможно, они были пережитком более ранней саладоидной культуры, широко распространённой в Карибском регионе до распространения в нём земледельцев-таино.

## Описание
Современные исторические ссылки, в значительной степени подтверждённые археологическими находками, помещают гуанахатабей на западной оконечности Кубы, рядом с таино и родственным им сибонеями, живущими на остальной части Кубы и остальной части Больших Антильских островов. Возможно, название гуанахатабей не является их самоназванием, а экзонимом или возникло в результате недопонимания европейцами местной лексики, подобно тому, как возник термин таино. Во время европейской колонизации они жили на территории современной провинции Пинар-дель-Рио и в некоторых частях провинций Гавана и Матансас. Археологические исследования этого района выявили архаичное население охотников-собирателей, ранее населявшее весь Кубинский архипелаг. В отличие от соседей — таино, они занимались не сельским хозяйством, а примитивным садоводством, сбором моллюсков и охотой, а также дополняли свой рацион рыбой и дичью. Они не имели керамической посуды, изготавливали орудия из камня, ракушек и кости, используя методы шлифования и редукции камня.
Поскольку аналогичные архаичные памятники были обнаружены на других островах Карибского моря, археологи считают, что гуанахатабеи являются поздними уцелевшими людьми гораздо более ранней культуры, существовавшей на всех островах до возникновения аграрной культуры таино. Подобные культуры существовали на юге Флориды примерно в то же время, хотя сходство могло объясняться просто независимой адаптацией разных народов к аналогичной среде. Генетические исследования людей, относящихся к древней архаической эпохе, на Кубе показали родство как с Южной, так и с Северной Америкой. Однако возможно, что гуанахатабеи генетически смешивались с таино, поскольку есть свидетельства генетического смешения двух культур на Гаити.

## Язык
Язык гуанахатабей утерян, за исключением нескольких топонимов. Однако он, похоже, отличался от языка таино, поскольку переводчик таино для Христофора Колумба не мог общаться с ними. Гренберри и Весселиус обнаружили довольно характерные параллели между немногочисленными сохранившимися словами языка гуанахатабеев и лексикой языка варао.
Лексика, сходная с варао, также засвидетельствована в местах, где существовал язык масорис (север Гаити-Доминиканы), однако последний был скорее связан с аравакскими языками; возможно, лексика относится к периоду до прихода носителей языка масорис.

## История
Колумб посетил регион Гуанахатабей в апреле 1494 года во время своего второго плавания. Экспедиция встретила местных жителей, но их переводчики из племени таино не смогли с ними общаться, что указывало на то, что они говорили на другом языке. Первое зарегистрированное использование имени «Гуанахатабей» находится в письме 1514 года конкистадора Диего Веласкеса де Куэльяра; Бартоломе де лас Касас также упоминал их в 1516 году. Оба писателя описали гуанахатабей как примитивных пещерных обитателей, которые в основном ели рыбу. Информация о гуанахатабеях — в основном вторичная, очевидно, от информаторов из племён таино. Поэтому часть исследователей, в частности, Уильям Ф. Киган, ставят под сомнение эти сообщения, поскольку они могут отражать легенды таино о гуанахатабеях, а не реальность. Испанцы время от времени упоминали гуанахатабеев и их самобытный язык вплоть до XVI века. Похоже, они исчезли до того, как была зафиксирована какая-либо дополнительная информация о них.

## Путаница с сибонеями
В 20-м веке неправильное толкование исторических данных привело ученых к тому, что ученые перепутали гуанахатабеев с другой аборигенной группой древнего населения Кубы — сибонеями. Бартоломе де лас Касас упоминал сибонеев, и археологи 20-го века начали использовать это название для культуры, которая произвела керамические памятники архаического уровня, которые они нашли по всему Карибскому региону. Поскольку многие находки из этих мест были обнаружены в бывшем регионе Гуанахатабей на западе Кубы, термин «сибонеи» стал использоваться для обозначения группы, исторически известной как Guanahatabey. По-видимому, использование термина в этом качестве является ошибкой; Лас Касас проводил различие между гуанахатабеями и сибонеями, которые были группой западных таино центральной Кубы, подчинявшейся восточным вождям.